# Pseudorichardia bezziana
Pseudorichardia bezziana är en tvåvingeart som beskrevs av Steyskal 1952. Pseudorichardia bezziana ingår i släktet Pseudorichardia och familjen bredmunsflugor.
Artens utbredningsområde är Vanuatu. Inga underarter finns listade i Catalogue of Life.